# Robert Blouet
Robert Blouet (auch Bloet, † 10. Januar 1123 in Woodstock, Oxfordshire) war anglo-normannischer Adliger, Lordkanzler von England und Bischof von Lincoln.

## Leben
Robert Blouet war ein jüngerer Sohn aus der zum normannischen Uradel gehörenden Familie Blouet, die in der Normandie und in England begütert war.
Von 1092 bis 1093 war er unter König Wilhelm II. Rufus der fünfte Lordkanzler und Siegelbewahrer von England (1092–1093). Im März 1193 wurde Robert Blouet nach dem Tod von Remigius de Fécamp auf Vorschlag des Königs zum Bischof von Lincoln gewählt und im Februar 1094 in Hastings geweiht. Parallel zu seiner Tätigkeit als Bischof stand weiterhin dem König Wilhelm II. Rufus nahe, war 1096 Justiciar von England und vermutlich Mitglied des Regentschaftsrates, der England regierte, während der König von 1097 bis 1099 Feldzüge gegen Frankreich führte. Auch unter König Heinrich I. war an Regierungsgeschäften beteiligt. Im Jahr 1102 kommandierte er ein Heer, das Robert de Bellême, einen Feind des Königs, in Tickhill Castle in Yorkshire belagerte. 1111 war er Mitglied des Schatzamtes und 1119 Richter am Curia Regis. Vermutlich war er auch Shire Justiciar von Lincolnshire.

## Nachkommen
Bevor er Priester wurde, war er verheiratet und er hinterließ einen Sohn, Simon Bloet († nach 1134).

## Bauten
Robert Blouet kümmerte sich um die Fertigstellung und Einrichtung der neuen Kathedrale von Lincoln und den Ausbau des Grimsby Minsters.